# Industria Automotriz de Guanajay
Industria cubana. Su base radica en la maquinaria. Combinada dedicada a la construcción de ómnibus urbanos. Se localiza en La Habana.
Fue inaugurada en 1971 con un costo de 10.500.000 pesos. Producía los mayores ómnibus construidos en Cuba, que fueron en su tiempo un medio alternativo para el transporte en ese país. Fue una productora de los conocidos ómnibus Girón, que contaban con once metros de largo.
Actualmente se encuentra en recuperación y tiene constantes trabajos de mantenimiento. Una de las labores que se le encomendó fue el montaje de las Yutong, de procedencia extranjera para aliviar la crisis del transporte luego de 1991.
- Datos: Q5915514